# Sibley County
Das Sibley County ist ein County im US-amerikanischen Bundesstaat Minnesota. Im Jahr 2020 hatte das County 14.836 Einwohner und eine Bevölkerungsdichte von 9,7 Einwohnern pro Quadratkilometer. Der Verwaltungssitz (County Seat) ist Gaylord.

## Geografie
Das County liegt im mittleren Süden von Minnesota am westlichen Ufer des Minnesota River. Es hat eine Fläche von 1555 Quadratkilometern, wovon 30 Quadratkilometer Wasserfläche sind. An das Sibley County grenzen folgende Nachbarcountys:
|                 | McLeod County   | Carver County   |
| Renville County |                 | Scott County    |
|                 | Nicollet County | Le Sueur County |

## Geschichte

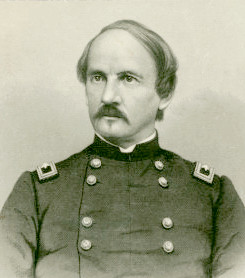
Henry Hastings Sibley

Das Sibley County wurde am 5. März 1853 aus Teilen des Dakota County gebildet. Benannt wurde es nach Henry Hastings Sibley (1811–1891), dem ersten Gouverneur von Minnesota (1858–1860).

### Historische Objekte

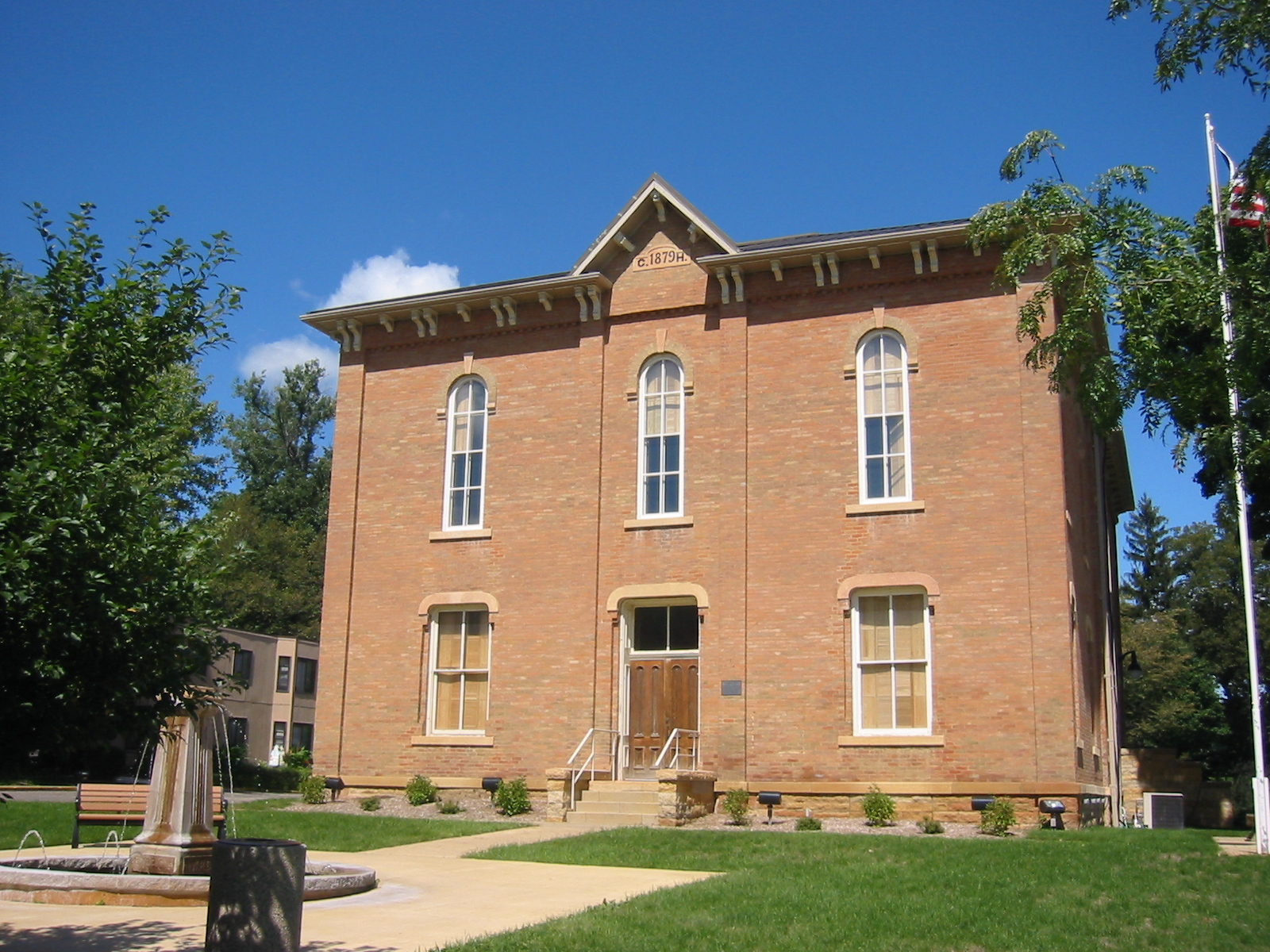
Das frühere Sibley County Courthouse in Henderson, seit 1982 im NRHP gelistet
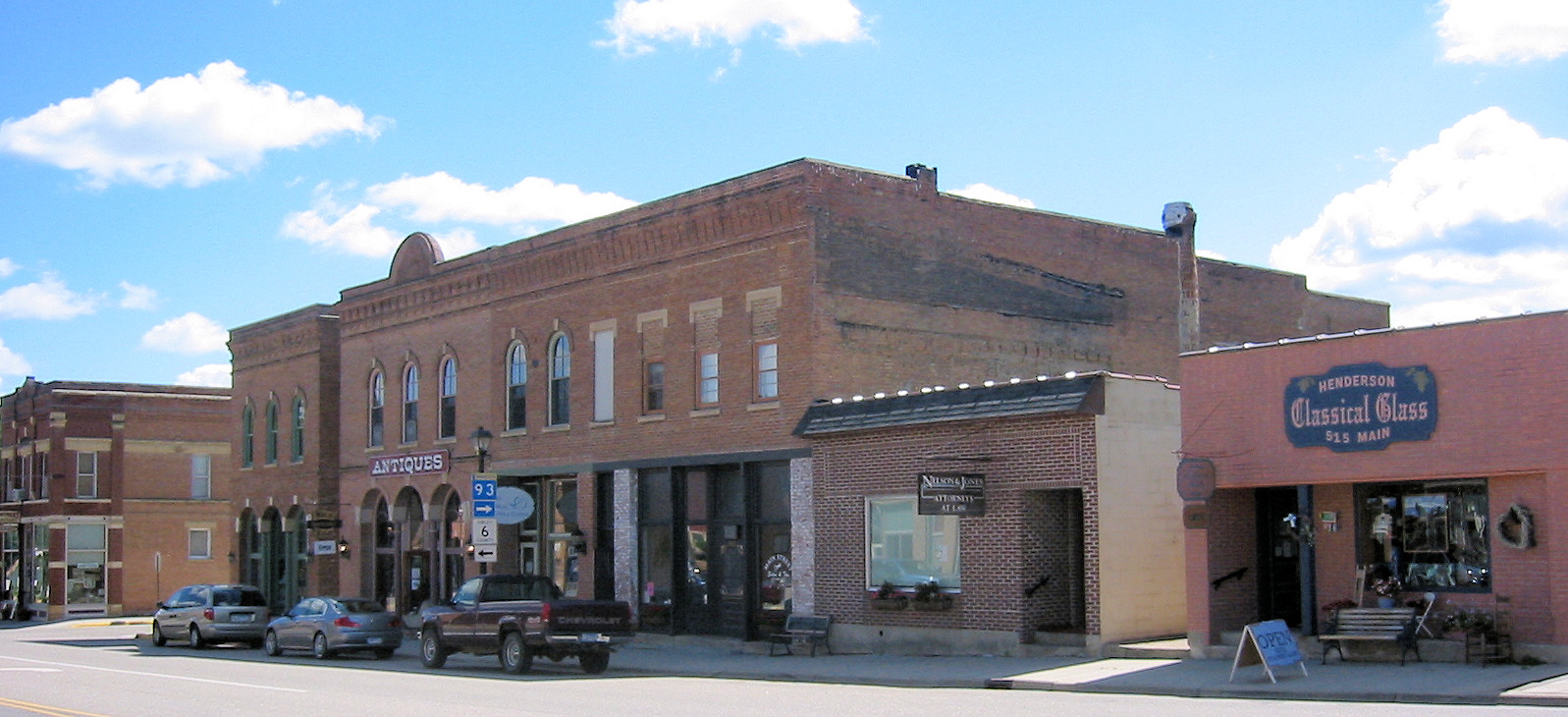
Henderson Commercial Historic District, gelistet im NRHP
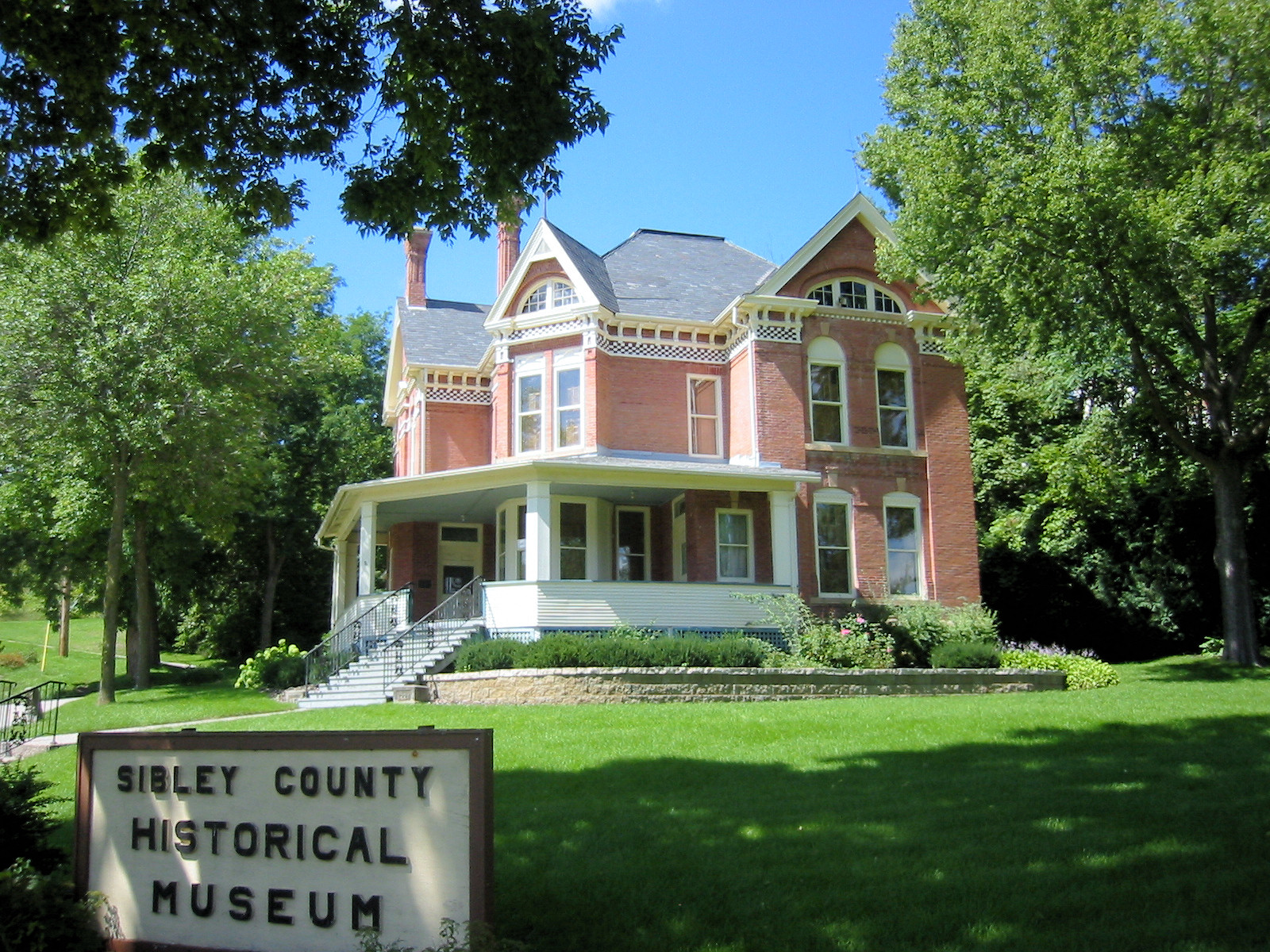
August F. Poehler House, gelistet im NRHP

Weitere Objekte:
- Liste der Einträge im National Register of Historic Places im Sibley County

## Demografische Daten
Nach der Volkszählung im Jahr 2010 lebten im Sibley County 15.226 Menschen in 6103 Haushalten. Die Bevölkerungsdichte betrug 10 Einwohner pro Quadratkilometer. In den 6103 Haushalten lebten statistisch je 2,42 Personen.
Ethnisch betrachtet setzte sich die Bevölkerung zusammen aus 97,5 Prozent Weißen, 0,5 Prozent Afroamerikanern, 0,3 Prozent amerikanischen Ureinwohnern, 0,6 Prozent Asiaten sowie aus anderen ethnischen Gruppen; 1,2 Prozent stammten von zwei oder mehr Ethnien ab. Unabhängig von der ethnischen Zugehörigkeit waren 7,6 Prozent der Bevölkerung spanischer oder lateinamerikanischer Abstammung.
25,1 Prozent der Bevölkerung waren unter 18 Jahre alt, 58,6 Prozent waren zwischen 18 und 64 und 16,3 Prozent waren 65 Jahre oder älter. 49,9 Prozent der Bevölkerung war weiblich.

Das jährliche Durchschnittseinkommen eines Haushalts lag bei 52.482 USD. Das Pro-Kopf-Einkommen betrug 24.563 USD. 12,1 Prozent der Einwohner lebten unterhalb der Armutsgrenze.

## Ortschaften im Sibley County
Citys
| - Arlington - Gaylord - Gibbon - Green Isle | - Henderson - Le Sueur1 - New Auburn - Winthrop |

1 – teilweise im Le Sueur County

## Gliederung
Das Sibley County ist neben den acht Citys in 17 Townships eingeteilt:
| Township            | Einwohner (2010) | FIPS     |
| ------------------- | ---------------- | -------- |
| Alfsborg Township   | 323              | 27-00982 |
| Arlington Township  | 543              | 27-02170 |
| Bismarck Township   | 314              | 27-06130 |
| Cornish Township    | 243              | 27-13348 |
| Dryden Township     | 287              | 27-16426 |
| Faxon Township      | 701              | 27-20726 |
| Grafton Township    | 238              | 27-24794 |
| Green Isle Township | 524              | 27-25676 |
| Henderson Township  | 728              | 27-28412 |

| Township                 | Einwohner (2010) | FIPS     |
| ------------------------ | ---------------- | -------- |
| Jessenland Township      | 444              | 27-31922 |
| Kelso Township           | 292              | 27-32714 |
| Moltke Township          | 279              | 27-43612 |
| New Auburn Township      | 418              | 27-45394 |
| Severance Township       | 253              | 27-59242 |
| Sibley Township          | 255              | 27-60124 |
| Transit Township         | 276              | 27-65380 |
| Washington Lake Township | 498              | 27-68368 |